# نيكول مونيوث
نيكول مونيوث هي ممثلة كندية، ولدت في 24 يونيو 1994 بفانكوفر في كندا.

## أعمال

### أفلام
- (2005) أربعة مذهلون

### مسلسلات
- كان ياما كان

## وصلات خارجية
- نيكول مونيوث على موقع IMDb (الإنجليزية)
- نيكول مونيوث على موقع ألو سيني (الفرنسية)
- نيكول مونيوث على موقع أول موفي (الإنجليزية)
- نيكول مونيوث على موقع قاعدة بيانات الأفلام السويدية (السويدية)
- نيكول مونيوث على موقع قاعدة بيانات الفيلم (الإنجليزية)
- نيكول مونيوث على موقع كينوبويسك (الروسية)